# John Dunstaple
John Dunstable (tudi Dunstaple, Dunstapell ali Dumstable), angleški skladatelj, * okrog leta 1390, † 24. december 1453
Pripadal je generaciji skladateljev prve polovice 15. stoletja (sodobnika Dufay in Binchois, starejša L. Power in Forest) in je bil najbolj znameniti angleški skladatelj tega obdobja.

## Življenje
O skladateljevem življenju in delovanju je le malo znanega, nič ni gotovega. Njegovo ime je povezano s številnimi službami pri plemiških ali kraljevih družinah. Ni zanesljivo dokazano, da bi deloval pri kakšni katedrali, cerkvi, samostanu ali državni kapeli.
V obdobju od konca 1420 do sredine 1430 (pričajo zapisi v astronomskem traktatu, ki je hranjen v knjižnici univerze St. John v Cambridgeu), naj bi deloval kot glasbenik na dvoru vojvode Bedfordskega (brat kralja Henrika V.). V tem traktatu je tudi omenjen kraj Dunstable v grofiji Bedford, iz katerega izhaja tudi skladateljev priimek in v katerem naj bi bil Dunstable tudi rojen. Da je bil Dunstable resnično v službi vojvode ter da je z njim verjetno potoval v tujino, lahko sklepamo iz velikih zemljišč v Normandiji, ki so bila nekoč v lasti vojvode, kasneje pa Dunstabla. Skladatelj je bil tudi pokopan v londonski cerkvi Sv. Štefana, ki je pripadala vojvodi do leta 1432. Med letoma 1422 (letnica smrti kralja Henrika V.) in 1435 (letnica smrti vojvode) je bil vojvoda Bedfordski kraljevi namestnik v Franciji. Dunstable naj bi ga spremljal tudi na vojnem pohodu v Pariz in Rouen. V letu 1420 (ni dokumentirano), naj bi se srečal tudi s skladateljema L. Powerjem in Pyamourjem. Vsi trije naj bi služili v glasbeni kapeli vojvode Bedfordskega. Kasneje, sredi leta 1420, pa naj bi se v Parizu srečal tudi s skladateljem G. Binchoisom.
Leta 1427 je nastopil službo osebnega uradnika ali služabnika kraljice Ivane (vdova ter mačeha dveh sinov Henrika IV.), ki je po obtožbi zaradi čarovništva med letoma 1419 in 1422, živela odmaknjena od političnega dogajanja. Po njeni smri leta 1437 je okrog 10 let ostal v službi njenega pastorka Humphreyja vojvode Gloucesterskega. Vojvoda je vzdrževal stike z Leonellom D'Este, o čemer pričjo ohranjeni rokopisi Dnstableovih skladb v Ferari. Za skladatelja je bila velikega pomena tudi benediktinska opatija Sv. Albana. Za čast dveh svetih opatov, Sv. Albana in Sv. Germana, naj bi napisal in uglasbil dva moteta, za opatijo pa naj bi nastala tudi Maša »Rex seculorum«.
O koncu službovanja pri vojvodi Gloucesterskem in o skladateljevih zadnjih letih ni točnih podatkov. Mogoče pa je, da je leta pokoja preživljal v kraju Sv. Alban in v Londonu. Delo na dvoru članov angleške kraljeve hiše mu je doprineslo veliko dobička. Leta 1436 je že razpolagal z  bogatim dohodkom od svojih posesti v Cambridgeu, Essexu in Londonu ter z doživljenjsko rento od kraljice Ivnae. Po letu 1445 je prejemal dohodek tudi od najete posesti v župniji Sv. Štefana v Walbrooku. Iz zemljiških knjig te župnije izvira podatek, da naj bi bil Dunstable tudi poročen. Posest v Walbrooku naj bi zapustil Margaret, ki naj bi bila njegova vdova. Prav ta podatek, v primeru da drži, izključuje možnost, da bi bil identičen z nekaterimi drugimi kleriki podpbnega imena (kanonik v katedrali Hereford, benediktinec v opatiji Sv. Albana ali Avguštinom v samostanu Dunstable).

## Delo
John Dunstable je bil najbolj plodovit angleški skladatelj 15. stoletja, ki je doživel višek svojih glasbenih moči do leta 1440 in je močno vplival na ostale celinske skladatelje. Bil je glavni predstavnik novega angleškega stila in ustanovitelj nove glasbene dobe. Predstavljal je glavno vlogo pri prenosu angleške glasbe v Francijo. Njegove kompozicije naj bi nastale med letoma 1430 in 1435, v prvih 20 letih njegove življenjske poti.
Vsi raziskovalci so ga obravnavali predvsem kot glasbenika, čeprav je bil aktiven tudi na področjih astronomije, astrologije in matematike. Iz nagrobnega zapisa je razvidna oznaka Dunstabla kot novodobnega Ptolemaja (po aleksandrijskem astronomu Klavdiju Ptolemaju v 2. stol.), velikega poznavalca znanja o zvezdah, svetovalca Uranie, grške muze astronomije in kot mladega Atlasa. Pogosto mu je bil očitan status znanstvenika, ki glasbo dojema in obravnava matematično in kot del kvadrivija (po Boetij-u, teoretiku iz srednjega veka). Dunstableovo nagibanje k matematiki in numerologiji se kaže predvsem v izoritmičnih motetih, mašnih stavkih in antifonah. Ni znano, da bi bil avtor razprave, vendar se njegovo ime pojavlja v dveh kopijah glasbeno teoretične razprave. Tudi trije neglasbeni rokopisi imenujejo njegovo ime; razprave o astronomiji, astrologiji in matematiki. Dve izvirata iz njegove osebne biblioteke; ena, astronomska razprava, je zbirni rokopis, druga pa kopija različnih rokopisov, med katerimi so nekatere podprte s podpisom Dunstablea. Tretji rokopis (več razprav o astronomiji in astrologiji) pa vsebuje astrološke risbe, ki bi lahko bile njegove.
Veliko vlogo v skladateljevem življenju je imel vojvoda Von Gloucester, ki je bil velik mecen pesnikov in znanstvenikov, hkrati pa tudi sam velik ljubitelj in zbiralec knjig s področja zgodovine, medicine, astronomije, astrologije. V njegovi hiši je imel Dunstable višjo vlogo kot ostali študenti matematike,  znanstveniki ali glasbeniki. Prav podpora vojvode mu je v poznejših letih odprla pot do spoznavanja področij angleškega in italijanskega humanizma, matematike in astrologije.
Skladateljeva dela so bila prvič izdana leta 1953 (Manfred Bukofzer), kasneje je bila ta zbirka še dvakrat predelana (leta 1970 in 1983) z na novo odkritimi deli, novimi razmisleki avtorstva ter novimi notnimi izdajami, s strani avtorja Briana Trowella. Večina obstoječih glasbenih del je znana iz dveh rokopisnih zbirk, italijanske in nemške, ki se nahajajo v Trentu (41 del s kopijami), Modeni (32 del), Aosti (24) Bologni (6) in Muenchenu (6) Ti podatki pričajo o dejstvu, da je skladatelj moral preživeti del svojega življenja v Italiji, vendar ni potrjeno iz arhivskih virov. V angleške vire je bilo kopiranih 22 njegovih del.
Dunstable je zagotovo avtor 52-ih kompozicij, vendar natančne številke vseh njegovih skladb ni mogoče določiti, zaradi številčnega pripisa avtorstva del drugim skladateljem in anonimnosti del angleškega stila, označene z naslovi »De anglia« ali »Anglikanus«, pod katerimi se lahko nahajajo tudi skladateljeva neznana dela. Veliko del, katerih avtorstvo je pripisano Dunstableu, je še vedno dvomljivih. Mnoga so v različnih krajih pripisana skladatelju Leonelu Powerju. Ostala, neliturgična dela, ki so ohranjena, vendar anonimna in bi lahko bila dela Dunstablea, se nahajajo v zbirki »Lieder des 15. Jh« D. Fallowsa ali zbirki »Angleški hvalospevi« J. Stevensa. Mašni stavki, so uglasbeni skupno v mašni ciklus, posamično ali v paru. Skoraj vsi so vsebinsko določeni za Marijin praznik, dva stavka pa za praznik Vseh svetih in praznik Sv. Katarine. Skupina kompozicij, ki je uglasbenih na besedila antifon in sekvenc je največ triglasnih, štiriglasnih pa tudi petglasnih. Vse so svobodno komponirane; ali so uglasbene na tekst gregorijanskega korala ali pa na tekst tujega korala ter predelane iz tenorskega glasu v zgornji glas. Skupina štirih kompozicij, uglasbitev himne in tri uglasbitve stavkov Magnifikat, ki temeljijo na besedilu tujih koralih, je bila namenjena izključno izvedbi znotraj Marijinih večernic. Skupina izoritmičnih motetov, so sestavljeni iz treh delov z redukcijo tenorske linije v razmerju 3:2:1 ali 6:4:3, vsak del razdeljen v dve ali tri talee. Ohranjenih je tudi pet posvetnih skladb na ljudsko besedilo, hvalospev, dva rondoja ter dve baladi. Nekatere je Dunstable le prepisal, za nekatere je njegovo avtorstvo vprašljivo. Le za rondo »Puisque m'amour« avtorstvo Dunstablea ni dvomljivo.
Nemški raziskovalec Bukofzer je izpostavil nekaj značilnosti za stilistično klasifikacijo skladateljevih del. Prva značilnost, izometrija, se pojavlja v tenorju pri mašnih stavkih, v večini motetov pa v vseh glasovih. Druga, neizometrična enoglasna pesem oz. »plainsong«, se nahaja v kateremkoli od treh glasov, če se pojavlja v zgornjem glasu, je pogosto okrašena. Tretji, baladni stil, vključuje svobodno komponirano melodično linijo in dva počasnejša, podpirajoča glasova. Četrta značilnost je deklamacija, kjer glasba služi kot predstavitev celotnega besedila; obe (melodija in besedilo) potekata silabično, v dveh ali enem glasu. Peta, je druženje v pare posameznih mašnih stavkov (napr. Credo- Gloria, Sanctus- Agnus), ki si niso bistveno sorodni med seboj. Šesta značilnost pa je postavitev skupne tenorske melodije vsem petim mašnim stavkom, ki je vodena svobodno.
Značilnost kompozicijskega stavka skladatelja je, da je melodična linija zgornjih glasov izmišljena in se sestoji iz osnovne sekvence z nekaj skoki, z manjšimi notnimi vrednostmi in različnim ritmičnim gibanjem. Melodično gibanje poteka izmenično s tercami, ki ustvarja asimetrične vzorce. Melodična linija se razvija postopoma, pogosto se začne s trozvočno frazo navzgor do durove sekste. Uporablja tudi deklamacijsko linijo s ponavljajočimi notnimi vrednostmi, ki poteka silabično z besedilom. Pri združevanju glasov (dveh, tudi treh, štirih), uporablja medigro le teh, ki prinesejo ritmično imitacijo. Prevladuje durovska harmonija z veliko disonancami, zanj značilen je tudi pankonsonančen stil. Večina njegovih del je triglasnih, izjemoma izoritmičnih motetov ki so  tudi štiriglasni. Tenor in kontratenor sta si enakovredna v tonskem obsegu, vendar kontratenor teži ki višjim tonskim višinam ter k aktivnejši ritmičnosti. Večina skladb se začnejo v tridobnem taktovskem načinu, nekateri mašni stavki in antifone v dvodobnem. Pogosto v skladbah pride do spremembe iz tridobnega v dvodobni na sredini skladbe ter proti koncu nazaj v tridoben; izjemoma pa so skladbe pisane v celoti v tridobnem taktovskem načinu. 
Izogibal se je ritmičnim in notacijskim zapletenostim kompozicijskega stavka. Novosti je vpeljal predvsem na področju menzuralnosti in ritma. Uporabljal je tri in štiri dobne metrume s ternarno razdelitvijo dobe ter ritem dvo in tri dobnih metrumov z binarno razdelitvijo. Pogosto je uporabljal tvorjenje hemiol znotraj posameznih taktov ter velike notne vrednosti brevis in semibrevis.  Kontrapunktično vodenje glasov je melodično in ritmično, skoraj neodvisno od homoritmije in besedila v vseh glasovih. Vsa triglasna dela so pisana v stilu šansone (zgornji glas z besedilom, pod njim počasen tenorski in ritmično raznolik kontratenorski glas brez besedila). Pri triglasnih motetetih pa sta glasova triplum in motetus z besedilom, tenor pa služi kot globok in počasen glas brez besedila. Štiriglasni moteti se sestojijo iz treh glasov z besedilom, ki sovpadajo v tonski legi in ritmičnem gibanju, četrti glas pa ima vlogo tenorja. Za triglasne antifone je značilen kontratenor v legi tenorskega glasu, ki pa je kontrapunktično nepomemben. Pri nekaterih antifonah in mašnih stavkih, je opremljen samo en glas z besedilom, lahko pa sta tudi dva ali vsi trije, vključno s tenorjem, kar velja za posebnost angleških skladateljev 15. stoletja. Pri Credo in Gloria mašnih stavkih je besedilo razdeljeno med dva ali vse tri glasove. Dunstable je sprva pogosteje postavljal besedilo korala v zgornji glas, tudi v primeru tuje koralne melodije. Kasnejša novost pri mašnih stavkih in antifonah, je bila postavitev besedila tujih koralnih melodij tudi v tenorski glas.
O skladatelju so pisali mnogi teoretiki. Johannes Tinctoris je leta 1477 izrekel, da je vredna poslušanja samo glasba preteklih 40 let. Označil ga je kot »prvega izmed enakih«. Tudi Martin le Franc je trdil, da morajo vsi skladatelji mlajše generacije slediti starejšim, kot so Dunstable, Dufay in Binchois. Gaffurius ga je v svoji razpravi Practica Musica (1496) označil kot avtorja, ki uporablja minljive notne vrednosti, Sebald Heyden pa kot »izumitelja kontrapunkta«.

## Seznam skladb
Duhovna dela
Mašni ordinarij (vsi triglasni)
Mašni cikli 
Gloria, Credo
Kyrie, Gloria, Credo, Sanctus
Kyrie, Gloria, Credo, Sanctus, Agnus Dei (2; avtor morda L. Power)
Medsebojno motivično povezani mašni stavki (štiriglasni)
Gloria, Credo
Posamezni mašni stavki (vsi triglasni, izjema eden pet- ali večglasen) 
Kyrie (2)
Gloria (5)
Credo (3; avtor št. 3 je morda L. Power)
Sanctus (3)
Angus Dei (1)
Ostala dela na duhovna latinska besedila
Antifone in sekvence z besedilom o devici Mariji (triglasni, z izjemo dveh)
Alma redemptoris mater (2)
Ascendit Christus
Ave Regina celorum, ave domina
Beata Dei genitrix (avtor morda G. Binchois)
Beata mater (avtor morda G. Binchois)
Descendi in ortum meum (štiriglasna)
Gaude flore virginali (2 štiriglasna in petglasna)
Gloria Sanctorum
Quam pulcra es
Regina celi letare
Salve mater salvatoris (avtor morda L. Power)
Salve regina mater mire
Salve regina mater misericordie (2)
Sancta Maria, no nest tibi similis
Sancta Maria succurre miseris
Speciosa facta es
Sub tuam protectionem
Za Marijine večernice (triglasne)
Ave maris stella (himna)
Magnifikat (3)
Za druge svetnike in praznike (triglasne)
Laude virgo Katerina (sekvenca)
Crux fidelis
Crux gloriosa
Sancta Dei genitrix
Izoritmični moteti (tri- in štiriglasni)
Albanus roseo rutilat / Quoque ferendus eras / Albanus Domini laudans
Ave regina celorum, ave decus / Ave mater expers paris / Ave mundi spes Maria
Christe sanctorum decus / Tibi Christe splendor Patris / Tibi Christe
Dies dignus decorari / Demon dolens dum domatur / Iste confessor
Gaude felix Anna / Gaude mater matris Christi / Anna parens
Gaude virgo salutata / Gaude virgo singularis / Virgo mater comprobaris / Ave gemma
Preco preheminencie / Precusor premittitur /(brez besedila)/ Inter natos mulierum
Salve scema santitatis /Salve salus servulorum / Cantant celi agmina / (brez besedila)
Specialis virgo / Specialis virgo / Salve parens
Veni sancte Spiritus et emitte / Veni Sancte Spiritus et infunde / Veni Creator Spiritus / Mentes turoru
Veni Sancte Siritus et emitte / Consolator optime / Sancti Spiritus assit
Nesciens mater
Posvetna dela
I pray you all (anonimna skladba, avtorstvo pripisano Dunstablu)
Durer ne puis (rondo; avtor morda Bednygham)
Puisque m'amour (rondo)
J'en languis en piteux martire (balada; avtor morda G. Dufay)
O rossa bella (modificirana balada; avtor morda Bednygham)